# Museum Barberini

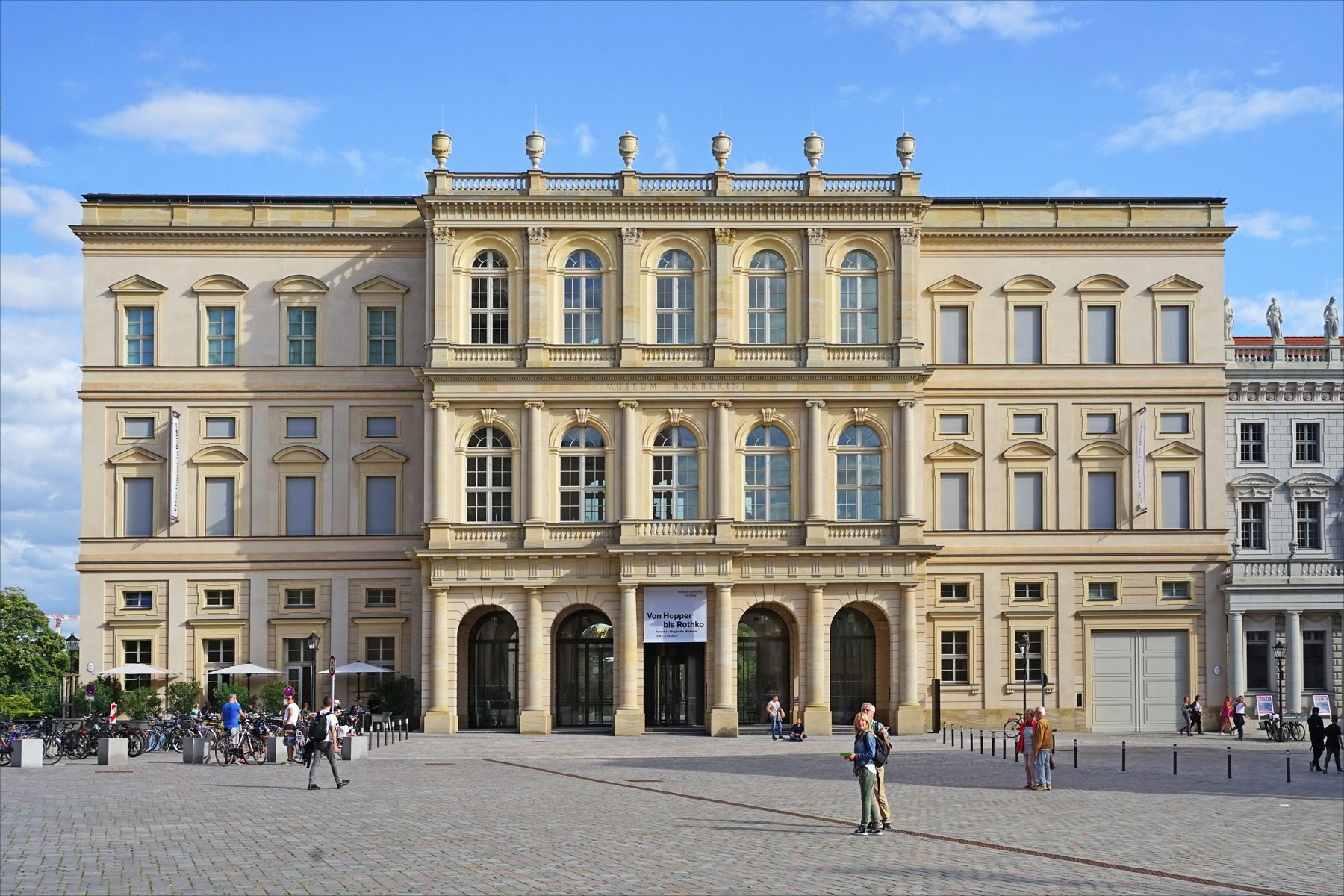
Museets fasad mot Alter Markt.

Museum Barberini är ett privat instiftat konstmuseum i den tyska delstaten Brandenburgs huvudstad Potsdam. Museet är inrymt i det 2013–2016 återuppförda Barberinipalatset vid Alter Markt. Byggnaden är en utvändig rekonstruktion av det palats som uppfördes här 1771–1772 efter ritningar av Carl von Gontard, med Palazzo Barberini i Rom som förebild. Originalbyggnaden förstördes i den stora bombräden mot Potsdam 14 april 1945 under andra världskriget. 
Museets permanenta samlingar består huvudsakligen av en större donation från IT-miljardären och konstmecenaten Hasso Plattners stiftelse, som även bidragit till byggnadens återuppförande. Samlingarna har särskild tyngdpunkt på östtysk modern konst, med en omfattande samling av grundarna till Leipzigskolan, samt på tysk samtidskonst efter 1990 och impressionister som Edvard Munch, Claude Monet och Auguste Renoir.